# Gene Kiniski
Eugene Nicholas Kiniski (né le 23 novembre 1928 à Edmonton et mort le 14 avril 2010 à Blaine) est un joueur de football canadien et un catcheur canadien. Il est joueur de football canadien chez les Eskimos d'Edmonton pendant trois saisons avant de devenir catcheur.  Au cours de sa carrière il remporte notamment une fois le championnat du monde poids lourd de la National Wrestling Alliance ainsi que le championnat du monde poids lourd de l'American Wrestling Association.

## Jeunesse
Eugene Nicholas Kiniski est le fils de Nicolas et Julia Kiniski. Son père est barbier tandis que sa mère devient conseillère municipale de la ville d'Edmonton de 1964 à 1969. Il fait partie des équipes de lutte et de football canadien du St. Joseph High School (en) d'Edmonton. Il participe alors à plusieurs compétitions de lutte provinciales et nationales où, dès l'âge de 15 ans, il est déjà plus grand et plus fort que la plupart des compétiteurs adultes. Il affronte notamment Maurice Vachon dans un tournoi de lutte en 1947. Il impressionne comme joueur de football et attire l'attention d'Annis Stukus (en), l'entraîneur-chef des Eskimos d'Edmonton avec lesquels il joue en 1949 à la position de bloqueur (tackle). Insatisfait de son salaire, il choisit d'aller aux États-Unis où il a une bourse sportive à l'université de l'Arizona puis revient jouer chez les Eskimos pendant deux saisons. Sa carrière s'arrête après une blessure aux genoux en 1953.

## Carrière de catcheur
Eugene Nicholas Kiniski s'entraîne pour devenir catcheur auprès de Dory Funk, Sr. (en) qu'il a connu à l'université de l'Arizona et de Stu Hart.
Il commence sa carrière en 1952 au Canada avant de partir à Los Angeles travailler à la National Wrestling Alliance Los Angeles (NWA Los Angeles), une fédération membre de la National Wrestling Alliance (NWA). Il fait équipe avec John Tolos avec qui il remporte le championnat international par équipes de la NWA Los Angeles après leur victoire face à Bobo Brazil et Wilbur Snyder (en) le 13 octobre 1954,. Durant ce règne de champion par équipes, il a l'occasion d'affronter Lou Thesz dans un match pour le championnat du monde poids lourd de la NWA le 3 novembre,. Leur règne prend fin le 22 novembre où ils perdent face à Joe Pazandak et Lord Blears. Il va ensuite à San Francisco où il ajoute deux titres de champion du monde par équipes de la NWA (version San Francisco) avec Lord James Blears en 1955. 
Il ne peut plus lutter en Californie après une suspension et part au Texas où il lutte brièvement sous le nom de Gene Kelly. Il ajoute à son palmarès le championnat du Texas poids lourd de la National Wrestling Alliance (NWA) le 17 août 1956 après sa victoire face à Pepper Gomez.

## Palmarès
- All-Star Wrestling
  - 2 fois champion poids lourd de l'Empire britannique de la National Wrestling Alliance (NWA)[14]
  - 10 fois champion par équipes du Canada par équipes de la National Wrestling Alliance (NWA) avec Mr X (2 fois), Don Leo Jonathan, Bob Brown (2 fois), The Brute, Dutch Savage, Mr. Saito, Dale Lewis et Siegfried Steinke[15]
  - 7 fois champion poids lourd de la côte pacifique de la National Wrestling Alliance (NWA) (version Vancouver)[16]
  - 3 fois champion par équipes de la côte pacifique de la National Wrestling Alliance (NWA) (version Vancouver) avec Killer Kowalski puis Hard Boiled Haggerty (2 fois)[17]
- American Wrestling Association (AWA)
  - 1 fois champion du monde poids lourd de l'AWA[18]
  - 2 fois champion du monde par équipes de l'AWA avec Hard Boiled Haggerty[19]
  - 2 fois champion poids lourd des États-Unis de l'AWA[20]
- American Wrestling Alliance Indiana (AWA Indiana)
  - 1 fois champion du monde par équipes de l'AWA Indiana avec Dick the Bruiser (en)[21]
- Commission Athlétique de Montréal
  - 1 fois champion international poids lourd[22]
- Japan Pro Wrestling Alliance (en)
  - 1 fois champion par équipes All Asia avec Caripus Hurricane[23]
  - 1 fois champion international poids lourd de la National Wrestling Alliance (NWA)[24]
- Maple Leaf Wrestling
  - 2 fois champion de l'Empire Britannique poids lourd[25]
  - 2 fois champion du Canada par équipes Open avec Fritz Von Erich puis Don Leo Jonathan (en)[26]
- Mid-Pacific Promotions
  - 2 fois champion poids lourd d'Hawaï de la National Wrestling Alliance (NWA)[27]
  - 1 fois champion par équipes d'Hawaï de la National Wrestling Alliance (NWA) avec Lord James Blears[28]
  - 1 fois champion poids lourd d'Amérique du Nord de la National Wrestling Alliance (NWA) (version Hawaï)[29]
- National Wrestling Alliance (NWA)
  - 1 fois champion du monde poids lourd de la NWA[30]
  - Membre du NWA Hall of Fame (en) (promotion 2009)[31]
- Southwest Sports
  - 1 fois champion du Texas poids lourd de la National Wrestling Alliance (NWA)[32]
  - 1 fois champion du Texas par équipes de la National Wrestling Alliance (NWA) avec Len Crosby[33]